# 椎名そら
椎名 そら（しいな そら、1994年7月7日 - ）は、日本の画家、AV女優。後述の別名義でデザイナーとしても活動する。
ファンの愛称は「椎名と愉快な仲間達」。中の人（通称：なちち）。愛知県出身。7月7日生まれ。ロシアの血が流れるクォーター。

## 略歴

### デビュー前
幼稚園児時代、女性保育士に憧れを抱く。この頃より同性を好きなことに気づき始める。田中れいなが初恋で、パソコンに愛のポエムを書いていたところ母に見られ、「○○ちゃんレズなんじゃない？」と言われた事がある。
高校卒業後は専門学校に進学しカメラ技術を学んだ。デザイン会社やカメラアシスタントとして働く（デビュー作での設定から、この経歴は後年まで明かさなかった）。デビュー以前より片桐えりりかと交際しており、彼女「なっちゃん」としてニコニコ生放送に出演していた。

### デビュー
2015年10月25日、アダルトビデオメーカー・ナンパJAPANの専属女優としてデビュー。5作リリースした後は企画単体女優として活動。所属事務所はシエロ（前・ディクレア）。
2016年4月7日発売のレズ作品に先立ち、レズビアン専門メーカー・ビビアンの専属レズユニットBIBIANS（ビビアンズ）を月島ななこ（片桐えりりか）と結成。同年4月24日　台湾のメディア、中時電子報に同年5月14日、100人に追いかけられて捕まったら中出しされる企画で守ってくれる女性を募集する企画についてTwitterで語ったことが報道された。同年5月4日、DMM.R18 アダルトアワード2016の最優秀新人賞候補10人の1人にノミネートされる。
2017年4月23日、DMM.R18アダルトアワード2017の最優秀女優賞候補10人の1人にノミネートされ、スペシャルプレゼンター賞を受賞。11月16日、AVOPEN2017・ファン投票部門で女優賞受賞。自身も所属するビビアン専属ユニットでマニア部門で2位。同日、月島はAV女優引退を明かし、これに伴いtwitter上でBIBIANSの解散を発表。交際も解消する。
2018年3月、宮崎あやとマリオンアパレル広報大使「URAKIMOUZ（ウラキモウズ）」を結成（宮崎とは交際していた時期もあり、共演レズ作品も何作かある。）。5月19日、DMM.R18アダルトアワード2018の最優秀女優賞候補にノミネートされる（3年連続ノミネートは椎名そらが初）。12月13日、活動4年目で再び専属女優（ムーディーズ／ワンズファクトリーのダブル専属）となる。この前後で所属事務所もLIGHTとの提携状態となり、のちに完全移籍する。
2019年3月1日、FANZAアダルトアワード2019最優秀女優賞にノミネート。
2020年5月をもって専属メーカーをFALENOに移籍。移籍は「私情ダラダラ女優」からの脱却と位置付けている。2021年8月発表「読者300人が選んだFLASH 2021セクシー女優ランキング」読者投票31位。
新作の発売は2021年8月をもって止まったが、2022年6月、新世代AV女優プロジェクト「そらプロ」をスタートし、1期生の募集を開始。なお、2023年11月現在も新作の発売が止まったままである。
2023年10月、後述のように別名義で行ってきたデザイナーキャリアを生かし、椎名そら名義でも画家活動を開始（基本的にはキャンバスに水彩画）。同月7日より制作過程をYouTubeに公開した。

## 人物
- ハロー!プロジェクトのファンであり夏焼雅と鈴木愛理ファン（心の推しは矢口真里[5]と佐藤優樹）。AKB48では菊地あやかのファンで、握手会に足繁く通うヲタクであることを明かしている。
- 名前の由来は「椎名」は自身が椎名林檎好きであるところからきており、「そら」は事務所の人と相談して決定した。
- デビュー作での設定は“アマチュアバンド「MILK」のボーカル”。設定の割に歌が音痴ではないかと物議を醸したが、デモ音源通りに歌っただけであるとのちに明かす。
- 撮影時の事故により2017年頃より左手首を故障しており、プライベートやイベント出演時にはサポーターを巻いている[21]。
- 2019年より、natsuki asano名義でアパレルブランド「céu.」のデザイナーとして参加[22]。これに伴い、同年6月には本名が浅野奈都紀であること、実際の誕生日は1994年7月7日であることも公表している[23]。

## 作品

### アダルトDVD
| 発売日   | タイトル | 規格    | 品番        | メーカー                          | 備考                                                                                                   |
| 2015年   | 2015年 | 2015年  | 2015年      | 2015年                            | 2015年                                                                                                 |
| -------- | --- | ------- | ----------- | --------------------------------- | --- |
| 10月25日 | アマチュアバンドのヴォーカルがあまりに可愛くて… ナンパして付き合ってデートもSEXも盗撮しまくり。 本人説得して映像作品化! AVデビューしてもらいました! | DVD     | NNPJ-117    | ナンパJAPAN                       | |
| 11月25日 | 女性シンガー椎名そらがガチでリアルにAVデビュー! はじめての撮影は女優としての調教セックス!バンドとAVどっちとるんだよ3時間スペシャル | DVD     | NNPJ-118    | ナンパJAPAN                       | |
| 12月25日 | 一般男性救済企画! 椎名そらの素人お兄さんを逆ナンパ! ぎこちないけど風俗フルコースでおもてなしスペシャル! | DVD     | NNPJ-126    | ナンパJAPAN                       | |
| 2016年   | |         |             |                                   | |
| 1月25日  | 美少女おま●こを性開発 ポルチオ突貫工事 「膣の奥を何度もチ●ポで突かれまくって私、アホみたいにイカされました。」 | DVD     | NNPJ-134    | ナンパJAPAN                       | |
| 2月25日  | はじめての援助交際 | DVD     | NNPJ-138    | ナンパJAPAN                       | |
| 3月25日  | シンガーに戻りたくて… 人生初の真正中出し解禁!!! | DVD     | HND-274     | 本中                              | |
| 4月1日   | 世間知らずの社長令嬢がアヘ顔の絶頂奴隷に成り下がった… | DVD     | WANZ-472    | WANZ FACTORY                      | |
| 4月1日   | 恥ずかしいのにちゃんと気持ち良くてごめんなさい。 恥じらい美少女のSEX事情 | DVD     | SQTE-121    | S-Cute                            | |
| 4月7日   | マジックミラー号 雪山で声をかけた恋人が欲しい女学生が本気のお見合い大作戦! 自らが選んだ好みの男性と2人っきりになると燃え上がりすぎて、濃厚なねっとりキスを連発! 両想い同士の「出会って即ラブラブ密着SEX」をお見せします!                                        | DVD     | SDMU-312    | SODクリエイト                     | |
| 4月7日   | コスプレぶっかけサークル | DVD     | BF-451      | BeFree                            | |
| 4月7日   | 月島ななこと椎名そらのガチレズカップルが自宅にファンを集めて「レズ解禁」オフ会ドキュメント!! | DVD     | BBAN-082    | ビビアン                          | |
| 4月8日   | 過激すぎるド素人娘 4時間スペシャル 33 | DVD     | SAMA-992    | S級素人                           | |
| 4月9日   | おじ専JK 2 〜さんぽでち○ぽ〜 | DVD     | OJK-002     | フルセイル                        | |
| 4月19日  | 素人限定! 『時間よ止まれ!』ゲーム | DVD     | ATOM-242    | ATOM                              | |
| 4月19日  | 完全撮り下ろし 汗ばむ肌に喰い込む拘束具、身動き不能で覚醒する性。 | DVD     | TPPN-110    | TEPPAN                            | |
| 4月21日  | マジックミラー便 都内有数の名門大学に通う高学歴女子大生生まれて初めての素股編 vol.04 現役インテリ女子大生20人10本番! 超拡大スペシャル!! 2枚組8時間!! ギンギンに勃起したデカチンを素人娘が赤面まんコキ! 恥ずかしさと気持ちよさで濡れ出したオマ○コにヌルっと挿入! | DVD     | DVDES-953   | DEEP'S                            | |
| 4月21日  | モテモテ中出し青春ストーリー 男は僕ひとりのハーレムけいおん部 〜目指せ文化祭大トリ!孕ませ全裸淫語ライブコンサート〜 | DVD     | RCT-850     | ROCKET                            | |
| 4月22日  | いいなり露出温泉 | DVD     | LOVE-270    | FIRST STAR                        | |
| 5月1日   | 合法露出 | DVD     | WANZ-482    | WANZ FACTORY                      | |
| 5月13日  | 美少女×すんごい発射 初ぶっかけ | DVD     | MIGD-721    | MOODYZ                            | |
| 5月13日  | 果てしなく従順なメイド10名と暮らす王様 | DVD     | MIRD-163    | MOODYZ                            | |
| 5月13日  | 女子校生集団催眠中出し乱交 〜白目を剥きチ○ポを求める女子校生10人〜 | DVD     | T28-452     | TMA                               | |
| 5月13日  | 今日は家に椎名そらと二人きり…。 正常位で乳首を舐めながらエッチしたり、オナニーを見せてくれたり手コキしてくれたり、中出しもさせてくれちゃいました。 | DVD     | MUKD-378    | 無垢                              | |
| 5月13日  | 今から江の島 鎌倉七里大船でも/円募/車持ち優先/155cm/Dカップ/生+2/詳しくはDMで〜 | DVD     | LOVE-280    | FIRST STAR                        | |
| 5月20日  | トレーニングジム併設競泳水着美女ばかりを狙うスポーツマッサージ店 | DVD     | RIX-018     | MAGIC                             | |
| 5月25日  | 無茶コスッ! 素人誘惑ナンパで10発中出し♪ | DVD     | HND-305     | 本中                              | |
| 6月1日   | ナマイキ美少女 鉄管拘束中出し奴隷 | DVD     | MIGD-724    | MOODYZ                            | |
| 6月1日   | 有名コスプレイヤー 月に一度の危険日中出しオフ会 | DVD     | WANZ-501    | WANZ FACTORY                      | “そら”名義                                                                                             |
| 6月7日   | 夫よりも私を満たしてくれた人…。 | DVD     | JUX-884     | マドンナ                          | |
| 6月7日   | 愛する彼女の目の前で… 別の女性とセックス! ビアンカップル 月島ななこと椎名そらのガチレズ寝とられドキュメント | DVD     | BBAN-090    | ビビアン                          | |
| 6月7日   | 胸糞注意 ガキの頃から家が近所でお互い両想いだった幼なじみの勝ち気なあの娘が僕をイジメる地元のDQN武丸先輩の溜まり場までイジメはやめろと抗議に行ったら案の定逆ギレされてビビる僕の目の前でヤラれてしまった話です                                                  | DVD     | NKKD-011    | JET映像                           | |
| 6月10日  | 親にも学校にも言えない、女子校生放課後限定バイト 9 | DVD     | SUPA-020    | S級素人                           | |
| 6月13日  | 潮吹き、失禁、放尿、快感オーガズム たくさんお漏らししちゃった! | DVD     | MIAD-919    | MOODYZ                            | |
| 6月19日  | 10日間オナ禁＆ハメ禁でムラムラMAX! 足腰ガクブル超絶痙攣中出しトランスFUCK | DVD     | TYOD-318    | 乱丸                              | |
| 6月19日  | 秘めた肉欲を覚醒させる エビ反り昇天快楽マッサージ | DVD     | MAGG-005    | マッサGoGo!!                      | |
| 6月24日  | 生ハメ性交娘 | DVD     | SUPA-022    | S級素人                           | |
| 6月25日  | 誘惑中出し回春エステサロン | DVD     | CJOD-030    | 痴女ヘブン                        | |
| 6月25日  | 学校サボって1日10人のオヤジと中出しSEXしまくるイクイク援交娘。 | DVD     | HND-317     | 本中                              | |
| 6月25日  | 椎名そら全作コンプリートベスト11時間!! アマチュアバンドからAV女優に転身する運命の出会いから援●交際まで丸ごとお見せします!! | DVD     | NPJB-008    | ナンパJAPAN                       | 単体ベスト                                                                                             |
| 7月1日   | 女子校生はバックで膣奥出しが大好き! | DVD     | MIGD-731    | MOODYZ                            | |
| 7月1日   | 娘とその友達がエロすぎたから子作り | DVD     | ZUKO-104    | ZUKKON/BAKKON                     | |
| 7月7日   | 羞恥! 野外腰砕け! 激ヤバ・ビッグバンローターをマ○コに入れて潮吹きアクメデート! 13 | DVD     | SVDVD-548   | サディスティックヴィレッジ        | |
| 7月13日  | 理性の吹き飛んだ美少女と中出し性交 | DVD     | MIAD-930    | MOODYZ                            | |
| 7月19日  | 淫語で誘うとんでもないギャル妹 | DVD     | BLK-284     | kira☆kira                         | |
| 7月25日  | 和室と布団のエッチで萌える、制服美少女・そら 粘液に塗れて抜き差しされ、自ら腰を振って騎乗位絶頂! | DVD     | APKH-015    | オーロラプロジェクト              | |
| 7月25日  | 椎名そら 鬼畜素人ファン感謝祭 | DVD     | DASD-341    | ダスッ!                           | |
| 7月25日  | 挿入とフェラを繰り返す生しゃぶり中出し美少女 | DVD     | HND-329     | 本中                              | |
| 8月1日   | 監禁オイルマッサージ 鬼イカせ中出しレ×プ | DVD     | WANZ-528    | WANZ FACTORY                      | |
| 8月5日   | 女子校生放課後中出しセックス 『おじさんのネチネチセックス大好き…』 | DVD     | HODV-21205  | h.m.p                             | |
| 8月5日   | カノジョのそばで汚されて… | DVD     | CWM-244     | ワープエンタテインメント          | |
| 8月7日   | 美少女コスプレ潜入捜査官 媚薬性感地獄 | DVD     | ATHH-004    | ATLANTIS-H                        | |
| 8月13日  | 「絶対に助けが来ない…。」理性崩壊…夏合宿の下見に来たアイドル級女子マネージャーは、獣たちに捉えられ、徹底的に犯される…。 | DVD     | APAK-143    | オーロラ・プロジェクト            | |
| 8月19日  | 突撃! おはレズ乱交 in 控え室であさイチインタビュー | DVD     | LZWM-016    | レズれ!                           | |
| 8月25日  | この娘、壊してやる…。 | DVD     | APAK-144    | オーロラ・プロジェクト            | |
| 8月25日  | 舌でチロチロ焦らしてグッポグッポ咥え込む! チンシャブ大好き美女の腰抜けフェラテク魅・せ・て・あ・げ・る | DVD     | CJOD-041    | 痴女ヘブン                        | |
| 8月25日  | レズビアン女子校生 種付けプレスで妊娠確定!! | DVD     | HND-340     | 本中                              | |
| 8月26日  | えろコスハメげっちゅ ～パパのお願いなんでも聞いてあげる～ | DVD     | ZIZG-031    | ZIZ                               | |
| 8月26日  | 逆愛人契約! 中出し10発するまで許さない淫乱痴女 3 | DVD     | MDB-712     | ケイ・エム・プロデュース/BAZOOKA  | |
| 9月1日   | 修学旅行の自由行動日、真面目で友達ゼロの学級委員長が部屋でオナニーしているのを絶倫体育教師に見つかり3泊4日で延々中出しレイプ | DVD     | WANZ-534    | WANZ FACTORY                      | |
| 9月1日   | ビビアンズのマジカルガチレズナンパ全国ツアー2016!!リアルレズカップル 月島ななこと椎名そらが挑む 日本5大都市4泊5日素人ノンケ女子とセックスしまくり灼熱のレズ・ロード!!                                                                                           | DVD     | AVOP-272    | ビビアン                          | 「AV OPEN 2016」ドラマ・ドキュメンタリー部門 エントリー作品。                                          |
| 9月1日   | そらとゆかり | DVD     | AVOP-228    | 無垢                              | 「AV OPEN 2016」バラエティ部門 エントリー作品。                                                        |
| 9月13日  | 浮気のハードルがめちゃくちゃ低い彼女をハゲ親父・DQN・絶倫野郎に華麗に寝取られ指を咥えて見つめるしかないボク | DVD     | MIAD-957    | MOODYZ                            | |
| 9月19日  | 童貞を殺す隠れビッチ 椎名そらの極上筆おろし大作戦 | DVD     | KTKP-093    | キチックス/妄想族                 | |
| 9月19日  | 完全撮り下ろし 鉄板女優さんの好きなように手コキして下さい。 | DVD     | TPPN-129    | TEPPAN                            | |
| 9月23日  | ラブアイブ! サンシャイン!! | DVD     | 24ID-055    | TMA                               | |
| 9月25日  | この娘ども、狂わせてやる…。 | DVD     | APAK-148    | オーロラ・プロジェクト            | |
| 10月1日  | 痴漢したJKがその後僕を好きになり本気でむさぼり合った | DVD     | MIAD-960    | MOODYZ                            | |
| 10月1日  | 子作りはご奉仕の一環 妊娠OK美少女メイド | DVD     | WANZ-546    | WANZ FACTORY                      | |
| 10月7日  | 強制標的 List.06 | DVD     | SHKD-715    | ATTACKERS                         | |
| 10月7日  | BIBIAN Presents 夢の全裸レズバトルタッグマッチトーナメント2016!! | DVD     | BBAN-107    | ビビアン                          | |
| 10月7日  | LGBTコミュニティで有名な椎名そらの友人がAVデビュー!! 脱いだらものすごいカラダのゆあちゃん (22歳) | DVD     | BBAN-109    | ビビアン                          | |
| 10月19日 | 人間操りアイテム どこでも風俗シール ～貼られた瞬間、絶対服従メス奴隷になる女達～ | DVD     | MIMK-047    | MOODYZ                            | |
| 10月25日 | ごっくん・中出し・アナル・強制レズ輪姦 -2016毒針連合2周年スペシャル企画- | DVD     | MVSD-307    | M’s video Group                   | |
| 10月28日 | 酒トーーク 一泊二日泥酔SEX | DVD     | AQUA-009    | First Star/AQUA                   | |
| 11月1日  | 椎名そらの凄テクを我慢できれば生★中出しSEX! | DVD     | WANZ-550    | WANZ FACTORY                      | |
| 11月1日  | むっつりど変態イケイケ小悪魔 正反対に育った父親大好き娘ふたりとの生活。 | DVD     | MIAD-977    | MOODYZ                            | |
| 11月7日  | レズ初体験の女子大生限定!椎名そらのレズファン感謝祭!!お宅訪問ver.ドキドキしながら応募してきた素人女子大生が憧れのレズ女優・椎名そらと自宅2人っきりで念願のレズH 椎名そらの巧みなレズ凄テク30連発で初めて本気イキ!!                                              | DVD     | DVDMS-048   | DEEP'S                            | |
| 11月7日  | AV界フリースタイルレズビアンバトル | DVD     | MIRD-168    | MOODYZ                            | |
| 11月10日 | ガチンコ全裸レズバトル6 | DVD     | RCT-916     | ROCKET                            | |
| 11月10日 | 痴●OK娘 スペシャル 絶対NGの極上CAを連日痴●で中出しまでOKさせろ シリーズ全13タイトル総集編付き2枚組 豪華版 | DVD     | 1nhdta900   | ナチュラルハイ                    | |
| 11月13日 | 絶対に逆らえない強力催淫 オモチャにされた女子大生家庭教師 | DVD     | ORBK-006    | オルガBlack                       | |
| 11月13日 | リアルレズビアンカップル ビビアンズ第四弾! 南の島でガチレズ☆ハネムーンドキュメント!! | DVD     | BBAN-111    | ビビアン                          | |
| 11月13日 | 睨まれレ○プ 秀逸!逆ギレ編 〜開き直り女と強制性交〜 | DVD     | MIAD-984    | MOODYZ                            | |
| 11月19日 | 資産家オヤジならデキる! 援交JK大人買い中出し | DVD     | MVSD-309    | M’s video Group                   | |
| 12月1日  | 絶頂接写MANIAX | DVD     | MIAD-991    | MOODYZ                            | |
| 12月1日  | 出会って速攻、女優の方から襲いかかる生中出しSEX | DVD     | PLA-061     | ダスッ!                           | |
| 12月1日  | 深夜の保育園 | DVD     | CJOD-057    | 痴女ヘブン                        | |
| 12月2日  | 女子マネージャー | DVD     | LID-042     | ドリームチケット                  | |
| 12月9日  | 女子校生鬼イカセ | DVD     | REAL-616    | ケイ・エム・プロデュース/REAL     | |
| 12月9日  | 性に興味津々なJKの妹とその友達が童貞の僕を使って毎日子作り中出しSEX | DVD     | MDB-738     | ケイ・エム・プロデュース/BAZOOKA  | |
| 12月13日 | 泣くほど超必死 種付けおねだりJK | DVD     | WANZ-567    | WANZ FACTORY                      | |
| 12月13日 | 【異常な同棲ごっこ】 現在公開可能な情報 1 服飾系専門学校在学 そら 20歳 | DVD     | DVAJ-195    | アリスJAPAN                       | |
| 12月13日 | 【悲報】NTR 僕のJK妻が実は担任に寝取られていて徐々に淫らになっていったのです | DVD     | NGOD-032    | JET映像                           | |
| 12月19日 | これで貴方も女を絶対イカせるマン | DVD     | MIAD-995    | MOODYZ                            | |
| 12月22日 | SODファン大感謝祭! 賢者タイムなし! 何発も発射できる猛者が神! 射精無制限ぜつりんバスツアー 超人気女優16人 VS 一般募集素人ファンによる夢の大乱交!総勢19名一泊二日79発射!                                                                                          | DVD     | SDMU-454    | SODクリエイト                     | |
| 12月25日 | 死んでも妊娠したくないギャルvs絶対に孕ませたいおじさん一同 kira☆kira 危険日中出しおやじ感謝祭2016 4 | BLK-299 | kira☆kira   |                                   | |
| 2017年   | |         |             |                                   | |
| 1月6日   | SODファン感謝祭 裏ぜつりんバスツアー 脱落者救済 熱血SEX塾 発射できないダメち○ぽは私たちがお仕置きよ♡ | DVD     | SDMU-468    | SODクリエイト                     | |
| 1月7日   | いじめっ娘JKの杭打ち騎乗位中出し | DVD     | WANZ-575    | WANZ FACTORY                      | |
| 1月7日   | 私が何度もイクまで絶対に射精させない超絶焦らしJK | DVD     | MIAE-006    | MOODYZ                            | |
| 1月7日   | 椎名そらさんが呼んできたお友達と乱交 | DVD     | ZUKO-118    | ZUKKON/BAKKON                     | |
| 1月17日  | お兄ちゃんHなことしよ♡ 妹はS級スレンダー美少女 | DVD     | KTDS-935    | ケードライブ                      | |
| 1月19日  | ツンツン小悪魔ニーハイ女子高生・そら。 友達の妹の絶対領域パンチラを見てたら、変態!スケベ!バカ!と罵られたけどカワイイから勃起しちゃったので、また怒られると思ったら、あまり拒否らないのでスベスベぷにぷに太ももを堪能しひとつに結ばれた。                        | DVD     | SW-461      | SWITCH                            | |
| 1月19日  | 他人の家でこっそりまたがる美痴少女の止まらない腰振り性交 | DVD     | PGD-927     | PREMIUM                           | |
| 1月25日  | MISSING GIRLs (Chisato) もう見る事は出来ない… あの日のそらの光景… | DVD     | MUDR-014    | 無垢                              | |
| 2月1日   | 乳首をイジる度にギンギンに膨張するドMチ○ポで理性崩壊しアヘアヘ痙攣絶頂する淫乱チクビッ痴!! | DVD     | TYOD-341    | 乱丸                              | |
| 2月1日   | 時間停止 援交娘にタダマン中出し | DVD     | MVSD-317    | M's Video Group                   | |
| 2月1日   | ギャル姉社長とハーレムオフィス SEXは業務に含みますか? | DVD     | BLK-301     | Kira☆Kira                         | |
| 2月7日   | スローなハンドテクでもの凄い射精、フル勃起エステサロン | DVD     | MIAE-019    | MOODYZ                            | |
| 2月7日   | 絶対妊娠!ガン反り生チ○ポで孕ませ中出しSEX! | DVD     | HND-378     | 本中                              | |
| 2月7日   | 友達の彼氏をこっそり誘惑 めっちゃ勝手に男潮調教 | DVD     | CJOD-064    | 痴女ヘブン                        | |
| 2月7日   | ビビアンズ第五弾作品 ビビアンズが2人で本格ドラマ初挑戦SP 極道の女たち | DVD     | BBAN-120    | ビビアン                          | |
| 2月10日  | 全裸家政婦ハーレム中出しスペシャル | DVD     | MDB-758     | ケイ・エム・プロデュース/BAZOOKA  | |
| 2月13日  | 妹に誘惑され続ける11ヶ月間の近親相姦生活 | DVD     | JUFD-704    | Fitch                             | |
| 2月13日  | 子宮をノックできるほどのデカチンでポルチオ侵入性交 | DVD     | WANZ-591    | WANZ FACTORY                      | |
| 2月19日  | プリ尻モンスター | DVD     | MMNA-006    | MARRION                           | |
| 2月24日  | 椎名そらちゃん ふぁーすとすたー プレミアムベスト 8時間 | DVD     | LOVE-341    | First Star                        | 単体ベスト                                                                                             |
| 2月25日  | 妹が風俗店で働いているのを見つけて、悩んだ挙句に指名した。 | DVD     | MIAE-025    | MOODYZ                            | |
| 3月2日   | 【にしくん、初SEX収録】ロリっこ痴女とえっち遊び | DVD     | SDDE-480    | SODクリエイト                     | |
| 3月7日   | 痙攣絶頂サイレントレ×プ 助けを呼んで乱暴されたレッテルを貼られるのが怖くて声を押し殺して犯された敏感女子校生 | DVD     | MIAE-033    | MOODYZ                            | |
| 3月7日   | 援交で出会ったオヤジっち☆ハメハメ温泉で中出しOKだぜぇぃの旅 | DVD     | HND-349     | 本中                              | |
| 3月7日   | ドライオーガズムを超えてゆけ! アナル男潮スプラッシュ | DVD     | CJOD-071    | 痴女ヘブン                        | |
| 3月7日   | 中出しお義姉さんの誘惑 | DVD     | PGD-943     | PREMIUM                           | |
| 3月19日  | 完全撮り下ろし 男を狂わせるフェラ痴オ | DVD     | TPPN-149    | TEPPAN                            | |
| 3月25日  | 女子校生監禁凌辱鬼畜輪姦 ビビアン×ATTACKERS 特別コラボ編 | DVD     | BBAN-123    | ビビアン                          | |
| 4月1日   | いじわる大好きギャルの挑発 にやにやスローピストン | DVD     | BLK-309     | Kira☆Kira                         | |
| 4月1日   | 世界破滅になってもヒロインを選んだヒーロー! 悪が消えた世界で正義のパワーが暴走!醜いキモメンに突然変異、闇堕ちフルパワーで中出しレイプ! | DVD     | MVSD-322    | M's Video Group                   | |
| 4月4日   | ロシアンドール 奇跡のクォーター美少女 | DVD     | KTDS-959    | ケー・トライブ                    | |
| 4月7日   | ヤンキー女子校生と母親レズビアン 娘を更生させる為… 娘の同級生のヤンキーとレズに堕ちた母親 | DVD     | JUY-126     | マドンナ                          | |
| 4月13日  | 圧縮拘束され身動きできない状態の兄を射精コントロールする妹 | DVD     | CJOD-077    | 痴女ヘブン                        | |
| 4月19日  | 女子校生拷問フェラくらぶマニアックス Vol.1 | DVD     | MIAE-044    | MOODYZ                            | |
| 4月20日  | そらのお尻好きでしょ? 兄達のことが大好きでベタ惚れな妹(女子○生)は、ブルマ・白パンツ・ミニスパッツ・水着・Tバック姿でぷるぷる尻を隙あらば… 尻を隙あらば見せつけてきて、興奮させようとしてくるので、誘惑に負けて妹のお尻を揉みまくり一緒に気持ちよくなりました。  | DVD     | SW-479      | SWITCH                            | |
| 5月1日   | 1駅5000円でヤレる! 課金OK中出し痴漢 | DVD     | BLK-313     | kira☆kira                         | |
| 5月5日   | 椎名そら お貸しします | DVD     | EKDV-482    | クリスタル映像/e-kiss             | |
| 5月13日  | おれの最愛の妹が中年オヤジとの望まない結婚を強いられた | DVD     | MIAE-056    | MOODYZ                            | |
| 5月13日  | 自分の身体を使用して100％孕ませる方法を教え込む子作り専門インストラクター | DVD     | WANZ-623    | WANZ FACTORY                      | |
| 5月13日  | ティア レズ解禁 舌と舌を絡ませ感じ求め合う濃密レズビアンセックス | DVD     | IPZ-948     | IDEA POCKET                       | |
| 5月13日  | 絶対女子校生 中出し大乱交スペシャル | DVD     | HNDS-053    | 本中                              | |
| 5月25日  | 緊縛麻薬捜査官 ～救出まで2時間、私は絶対に諦めない～ | DVD     | PRTD-002    | PREMIUM                           | |
| 5月25日  | クソ生意気円光少女超羞恥最低最悪おやじ調教 | DVD     | MIAE-067    | MOODYZ                            | |
| 5月25日  | レズ解禁!! ビビアンズ椎名そらにきみと歩実が挑戦!? | DVD     | BBAN-131    | ビビアン                          | |
| 6月1日   | 親友に売られたいじめっ娘JKギャル 強制中出しレ×プ堕とし | DVD     | BLK-318     | kira☆kira                         | |
| 6月7日   | 男性用バイアグラを飲んだ女が性欲異常化! 興奮を抑えきれない状態で連続中出しと男の潮吹きで精子が枯れるまで搾り取られちゃった僕。 | DVD     | HND-410     | 本中                              | |
| 6月13日  | 制服レズビアン | DVD     | MIAE-069    | MOODYZ                            | |
| 6月13日  | 昨日までは、優等生。 清く淫らな制服エッチ | DVD     | SQTE-172    | S-Cute                            | |
| 6月19日  | 俺の妹とお前の妹どっちがエロいか交換して中出ししまくってみないか? | DVD     | MIAE-084    | MOODYZ                            | |
| 6月19日  | ビビアンズ倦怠期の危機!? プライベートドッキリで2人の愛を確かめ合って仲直り作戦… のはずが! ガチ険悪ムードで破局寸前!? | DVD     | BBAN-135    | ビビアン                          | |
| 7月6日   | 自ら膣奥までゆっくり挿れたり出したりしてくれる生ハメ温もり騎乗位で優しく癒す女子マネージャー いつでも好きな時に生中出しOK JK尻リフレ | DVD     | SDMU-641    | SODクリエイト                     | |
| 7月7日   | 焦らし寸止め女子校生意識ぶっ飛びナマ殺しSEX | DVD     | HND-419     | 本中                              | |
| 7月7日   | 水泳部NTR夏合宿 DQN軍団に合宿先を乗っ取られ目の前で教え子をレ○プされ続けた…。 | DVD     | MIRD-175    | MOODYZ                            | |
| 7月13日  | 椎名そら全力10本番ベスト | DVD     | MIZD-064    | MOODYZ                            | 単体ベスト                                                                                             |
| 7月14日  | 美少女ヤンキーの理性がなくなるまで中出し監禁レイプ | DVD     | REAL-644    | ケイ・エム・プロデュース/REAL     | |
| 7月14日  | 殿堂! スーパーアイドル4時間 椎名そら | DVD     | MKMP-179    | ケイ・エム・プロデュース/million  | 単体ベスト                                                                                             |
| 7月25日  | 倦怠期を乗り越えた2人の愛は本物なのか!? ビビアンズに究極の試練!!「彼女なら! 彼女のマ○コ当ててみろ!」 | DVD     | BBAN-139    | ビビアン                          | |
| 8月1日   | 定年退職してヒマになったドスケベ義父の嫁いぢり | DVD     | VENU-712    | VENUS/INCEST                      | |
| 8月13日  | 乳首をず～っとこねくりっ放し性交 | DVD     | MIAE-108    | MOODYZ                            | |
| 8月25日  | クラスで美少女と評判の妹はキモいお兄ちゃんのチ●ポだけが大好き! | DVD     | T28-510     | TMA                               | |
| 9月1日   | 男を凄まじい射精へ導くアイドルの有頂天オ●●ポマッサージ♡ Super Idol sexual service For Super Shot!! | DVD     | HMPD--10051 | h.m.p                             | |
| 9月1日   | 神のおち○ちんを持つ男 妹の友達の家に行く | DVD     | AVOP-308    | ZUKKON/BAKKON                     | 「AV OPEN 2017」企画部門 エントリー作品。                                                              |
| 9月1日   | ハーレム痴女エステ ～最高級セラピスト10名の究極おもてなし～ | DVD     | AVOP-309    | 痴女ヘブン                        | 「AV OPEN 2017」企画部門 エントリー作品。                                                              |
| 9月1日   | 夢の一夫多妻時間停止中出しSPECIAL 最強の能力を手に入れた男が8人の嫁と朝から晩までハーレム子作り性活 | DVD     | AVOP-314    | 本中                              | 「AV OPEN 2017」企画部門 エントリー作品。                                                              |
| 9月1日   | ビビアンズが衝撃の卒業発表!? 業界内外から大集結!! ビビアンズ争奪ファン感謝祭!! ～最強のビビアンズ好きレズビアンは誰だ!?～ | DVD     | AVOP-320    | ビビアン                          | 「AV OPEN 2017」マニア部門 エントリー作品。                                                            |
| 9月1日   | 女子大生泥酔NTRサークル旅行 俺たちの彼女がメス化した集団中出し乱交ビデオ | DVD     | AVOP-348    | kawaii*                           | 「AV OPEN 2017」ドラマ部門エントリー作品。                                                             |
| 9月1日   | kirakira学園 全員GALクラスに転校して無制限射精されちゃった僕。 | DVD     | AVOP-349    | kira☆kira                         | 「AV OPEN 2017」ドラマ部門エントリー作品。                                                             |
| 9月13日  | 息子の嫁 | DVD     | JUY-244     | マドンナ                          | |
| 9月19日  | すんごい乳首責めで中出しを誘う連続膣搾り痴女お姉さん | DVD     | HND-431     | 本中                              | |
| 10月5日  | 90％以上は嫌だが 学校の仕組み・組織・権力に屈した「フェラチオ」 | DVD     | SDMU-707    | SODクリエイト                     | |
| 10月7日  | 昔ギャルにいじめられていた男達VS超ギャル中出し連発会 | DVD     | BLK-334     | kira☆kira                         | |
| 10月7日  | 椎名そら8時間ベスト | DVD     | BMW-154     | WANZ FACTORY                      | 単体ベスト                                                                                             |
| 10月13日 | 出会って即生ハメ! 即中イキッ! 中出し直後のビクッビクンってイッてる時に激ピストン再開! 「もうイッてるってばぁ!」 抵抗を無視して追撃ピストン連続中出し!! | DVD     | HND-439     | 本中                              | |
| 10月13日 | サークル丸ごとヤリマンだらけ!SEX偏差値70のJDヤリマン書道サークルの中出し子作りハーレム性活 | DVD     | MDB-824     | ケイ・エム・プロデュース/BAZOOKA  | |
| 10月20日 | 完全制圧! 乳首金玉キューイング手コキ ～大事な部分全てに強烈刺激。駆け巡る超絶快感、湧き上がる射精欲、ほとばしる悦び～ | DVD     | AGEMIX-383  | SEX Agent/妄想族                  | |
| 10月20日 | 貫通オナホールで先端フェラチオ ～人工女性器で本物女子にシゴいてもらう、突き破ってみたら更なる快感が待っていた～ | DVD     | AGEMIX-384  | SEX Agent/妄想族                  | |
| 10月25日 | レズの本懐 ～3人のAV女優ガチ奪い愛ドキュメント～ | DVD     | BBAN-152    | ビビアン                          | |
| 11月7日  | 寝たきり入院患者悶絶! 一流AV女優の高速騎乗位に我慢できたら生中出しOK | DVD     | HND-450     | 本中                              | |
| 11月7日  | 女の子になって、レズ責めされちゃった僕。3 | DVD     | MIAE-147    | MOODYZ                            | |
| 11月10日 | 端的に恋。 | DVD     | TMHP-080    | バルタン                          | |
| 11月17日 | 野心家痴女達の先進フェラチオ ～過剰な奉仕心で次々産み出してしまう新技、軽々超えてしまう最高快感値～ | DVD     | AGEMIX-386  | SEX Agent/妄想族                  | |
| 11月19日 | サークルクラッシャー ヲタ姦制裁 | DVD     | PRED-032    | PREMIUM                           | |
| 11月25日 | オスガズムWキャスト 椎名そら×跡美しゅり | DVD     | OGSM-013    | MOTHERS                           | |
| 11月25日 | 自殺もんだな、こんな性癖。毎日スゴテクのおじさんから徹底的にマ○コの弱い部分を責められてチ○ポ堕ちする美女の陵●中出しセックス 6人4時間 | DVD     | BDSR-321    | ビッグモーカル                    | |
| 12月7日  | 17周年記念SP 麻薬捜査官 ヤク漬け膣痙攣 | DVD     | IESP-637    | アイエナジー                      | |
| 12月13日 | 超高級中出し専門ソープ | DVD     | MIAE-156    | MOODYZ                            | |
| 12月13日 | 抵抗できない状態で男潮を吹かされたボク | DVD     | CJOD-118    | 痴女ヘブン                        | |
| 12月13日 | レズビアンBDSM | DVD     | WANZ-694    | WANZ FACTORY                      | |
| 12月19日 | 女のイジメ! 憎い女教師を思いのままに! 女体操り実現ペン | DVD     | PRTD-009    | PREMIUM                           | |
| 12月25日 | 絶対本番出来る生中出し風俗嬢 | DVD     | XVSR-314    | MAX-A                             | |
| 2018年   | | DVD     |             |                                   | |
| 1月1日   | 突然押しかけてきた嫁の姉さんに抜かれっぱなしの1泊2日 | DVD     | VENU-744    | VENUS/INCEST                      | |
| 1月7日   | 固定され身動きとれなくても中出しせがむ美少女 | DVD     | HND-469     | 本中                              | |
| 1月13日  | お兄ちゃんと結婚すると言ってるうちの妹。 乳首をつままれるとすぐ他の男に種付けされちゃう。 | DVD     | WANZ-708    | WANZ FACTORY                      | |
| 2月1日   | 止まらない快感… ～貞淑妻を虜にする背徳の全身愛撫～ | DVD     | JUY-374     | マドンナ                          | |
| 2月1日   | まんチラ誘惑 同級生のママ | DVD     | MEYD-338    | 溜池ゴロー                        | |
| 2月7日   | 世界一コンドームをパンパンに膨らます男の中出しドッカーンSEX | DVD     | RKI-457     | Rookie                            | |
| 2月13日  | バレずに妊娠確定マン汁でじわじわ溶けちゃう! 時限爆弾式コンドーム | DVD     | WANZ-717    | WANZ FACTORY                      | |
| 2月13日  | ラッキー中出し 思春期の妹と友達が泊まりに来て全員に告白されたから子作り♡ | DVD     | HNDS-055    | 本中                              | |
| 2月19日  | 世界で最も女の子に嫌われているGになった僕の逆襲 | DVD     | JUY-405     | マドンナ                          | |
| 2月19日  | 1日中愛に埋め尽くされたラブレズフィスト ～宮崎あやフィストレズ解禁～ | DVD     | LZDQ-006    | レズれ!                           | |
| 2月22日  | えっちな女子○生の淫語かたりかけぐちゅぐちゅ連続絶頂ブルマオナニー | DVD     | IENE-868    | アイエナジー                      | |
| 3月1日   | 粘ピス義母痴漢 夫の連れ子に粘着質なスローピストンで深突きされて声を出せずに完堕ちした私 | DVD     | VENU-761    | VENUS/INCEST                      | |
| 3月7日   | 何回絶頂しても勝手に腰を動かす杭打ちピストン痴女中出し!! | DVD     | HND-489     | 本中                              | |
| 3月7日   | 世界で一番エロく見える椎名そらの生々しいフェラチオと気持ち良すぎるSEX | DVD     | RKI-460     | Rookie                            | |
| 3月7日   | 椎名そら8時間ベスト | DVD     | CJOB-030    | 痴女ヘブン                        | 単体ベスト                                                                                             |
| 3月9日   | 三つ指尽いてお出迎え! 緊急爆買い外国人対策! ジャパニーズ流の中出し風俗でお・も・て・な・し | DVD     | MDTM-341    | ケイ・エム・プロデュース/宇宙企画 | |
| 3月13日  | アナル舐め舐めメイド | DVD     | MIAE-195    | MOODYZ                            | |
| 3月25日  | 濃交 椎名そらのリアル中出しセックス | DVD     | XVSR-357    | MAX-A                             | |
| 4月1日   | W解禁飲尿レズビアン ～オシッコで確かめ合う愛の形～ | DVD     | MVSD-349    | M's Video Group                   | |
| 4月7日   | 本番無しのデリヘルに椎名そらを派遣します。1日体験入店して何も知らないお客を訪問!! AV女優のテクニックと素股焦らしを我慢できたらご褒美生中出ししていいよ | DVD     | HND-500     | 本中                              | |
| 4月7日   | 女子校同窓会レズビアンNTR 大好きな今カノの目の前で最低元同級生女友達に寝取られた一部始終。 | DVD     | MIAE-208    | MOODYZ                            | |
| 4月13日  | 完全撮りおろし! 主観フェラ抜き体験8時間! Vol.4 | DVD     | APAE-057    | オーロラ・プロジェクト            | |
| 4月26日  | ヤリマンビッチ平然女学園 3 | DVD     | RCTD-099    | ROCKET                            | |
| 5月1日   | 彼女の妹に30日間こそこそ射精管理され続けた僕 | DVD     | WANZ-745    | WANZ FACTORY                      | |
| 5月7日   | 新 奴隷捜査官 4 | DVD     | RBD-902     | ATTACKERS                         | |
| 5月13日  | SEXYランジェリー訪問販売員の猥褻中出しセールス術 | DVD     | VEMA-126    | VENUS/女神                        | |
| 5月19日  | 美少女GAL椎名そら15本番8時間全作品集 vol.1 | DVD     | KIBD-231    | kira☆kira                         | 単体ベスト                                                                                             |
| 5月25日  | あの人は今!? 椎名そらが地元のガチ友達と出会って速攻、生中出ししまくり!! | DVD     | HND-525     | 本中                              | |
| 5月25日  | 最強属性 22 | DVD     | CPDE-022    | PRESTIGE                          | |
| 6月1日   | そらの体内に201発の媚・薬・濃・縮精液注入 | DVD     | WANZ-759    | WANZ FACTORY                      | |
| 6月7日   | 女性限定! 素人ナンパ! 椎名そらと気持ちいいことしませんか? 凄テクレズビアンSEX! | DVD     | BBAN-185    | ビビアン                          | |
| 6月7日   | ようやく見つけた職場なのに… 変態店長のセクハラで性感開発されたパート妻 | DVD     | JUY-523     | マドンナ                          | |
| 6月13日  | 友情素股 こすこすだけならしぶしぶOK | DVD     | MIAE-253    | MOODYZ                            | |
| 7月1日   | 神波多一花さん、結婚引退おめでとう。 | DVD     | WANZ-769    | WANZ FACTORY                      | |
| 7月13日  | 全身こねくり痴漢 じっくり焦らされビクビク痙攣絶頂堕ち | DVD     | MIAE-277    | MOODYZ                            | |
| 7月19日  | 青春ふたなり中出しレズビアン | DVD     | MMNA-016    | MARRION/HIP MONSTER               | |
| 8月1日   | 息子の嫁 | DVD     | NACR-168    | プラネットプラス/七狗留           | |
| 8月13日  | 寝取られた女子マネ ～右手の代打はエースの彼女～ | DVD     | MIMK-056    | MOODYZ                            | |
| 8月13日  | 椎名そらノスベテ… 4時間 | DVD     | MUCD-196    | 無垢                              | 単体ベスト                                                                                             |
| 8月25日  | 復活。天然美少女ニューハーフ 人生で一度きりのレズセックス | DVD     | DASD-452    | ダスッ!                           | |
| 9月7日   | ヤリマンワゴンが行く!! ハプニング ア ゴーゴー!! 椎名そらとリズの珍道中 | DVD     | YMDD-133    | 桃太郎映像出版                    | |
| 10月1日  | はだかの家政婦 全裸家政婦紹介所 | DVD     | HDKA-150    | プラネットプラス/裸婦趣向         | |
| 10月1日  | 今日はお前らの乳首イジり倒してやるからな!! こねくり痴女責めで悶絶!寸止め!常にギュ～ン性交 | DVD     | MIAE-311    | MOODYZ                            | |
| 10月13日 | 妊活本モデルになった女子大生 | DVD     | MIAE-323    | MOODYZ                            | |
| 10月13日 | 催眠性指導 小幡優衣と橘大貴の場合 | DVD     | MUDR-052    | 無垢                              | |
| 10月25日 | 朝がくるまで射精させる種搾りプレス | DVD     | CJOD-165    | 痴女ヘブン                        | |
| 11月25日 | 椎名そら初コンプリートBEST12時間 | DVD     | HNDB-127    | 本中                              | 単体ベスト                                                                                             |
| 12月1日  | 椎名そら超全力17本番ベスト | DVD     | MIZD-115    | MOODYZ                            | 単体ベスト                                                                                             |
| 2019年   | |         |             |                                   | |
| 1月1日   | 椎名そらがK円寺北口の男性ほぼ全員と中出し性交!! | DVD     | WANZ-822    | WANZ FACTORY                      | |
| 1月13日  | 独占決定したから 乳首をずっとずっとずっとずっとずっとずっとこねくりっ放し中出し性交マニアクス | DVD     | MIAA-001    | MOODYZ                            | |
| 2月1日   | 「もうイッてるってばぁ!」状態で何度も中出し! | DVD     | WANZ-828    | WANZ FACTORY                      | |
| 2月13日  | 早漏イクイク敏感4SEX | DVD     | MIAA-010    | MOODYZ                            | |
| 3月13日  | 1日10回射精しても止まらないオーガズムSEXスペシャル | DVD     | MIAA-031    | MOODYZ                            | |
| 4月1日   | 本番中出しOK! 乳首責め特化型ニューピンサロ | DVD     | WANZ-844    | WANZ FACTORY                      | |
| 4月13日  | 姉が3日間、僕専属メイドになった。 | DVD     | MIAA-049    | MOODYZ                            | |
| 5月1日   | 100発出しても終わらない無限射精ソープランド | DVD     | WANZ-851    | WANZ FACTORY                      | |
| 5月13日  | 乳首イジり回春マッサージ 限界突破で連続射精デトックス | DVD     | MIAA-073    | MOODYZ                            | |
| 6月1日   | 男潮吹きそのまま挿入、スプラッシュ中出し! | DVD     | WANZ-862    | WANZ FACTORY                      | |
| 6月7日   | 椎名そらレズビアンBEST 2枚組8時間 | DVD     | BBSS-020    | ビビアン                          | 単体ベスト                                                                                             |
| 6月19日  | S1×MOODYZコラボ企画 吉高寧々レズ解禁 接吻まみれの濃厚絶頂レズビアンSEX | DVD     | SSNI-498    | S1 NO.1 STYLE                     | |
| 7月1日   | 悶絶クンニMANIAX | DVD     | WANZ-868    | WANZ FACTORY                      | |
| 7月13日  | 姉がセフレになって早漏チ○ポ改善強化生活 | DVD     | MIAA-109    | MOODYZ                            | |
| 8月1日   | 女王様はドSな妹 ドM男だらけの大家族で性欲を処理する発情痴女 | DVD     | WANZ-881    | WANZ FACTORY                      | |
| 8月1日   | 椎名そら112発中出し8時間ベスト | DVD     | BMW-186     | WANZ FACTORY                      | 単体ベスト                                                                                             |
| 8月13日  | 愛する夫のためにリアルドールのふりをして他人に犯される私 | DVD     | MIAA-131    | MOODYZ                            | |
| 9月1日   | オシッコを出す瞬間に突然レ×プ 我慢に耐え切れず小便垂れ流しガクブル絶頂!! 女子便所に絶叫尿音を轟かせ中出し輪姦 | DVD     | WANZ-889    | WANZ FACTORY                      | |
| 9月13日  | 修学旅行×王様ゲーム | DVD     | MIMK-069    | MOODYZ                            | |
| 10月1日  | レズビアン & ニューハーフ ペニクリ性感開発エステサロン | DVD     | WANZ-898    | WANZ FACTORY                      | |
| 10月25日 | 男の子みたいな女の子は男の子とのイチャラブ中出しが好きッ! | DVD     | HND-737     | 本中                              | |
| 11月1日  | ネオポルチオ開発 下腹部指圧だけでイク! 体外式ディープ絶頂性交 | DVD     | WANZ-902    | WANZ FACTORY                      | |
| 11月25日 | 椎名そらがプライベートSEXで発明した!! 必殺! 人間ブロック騎乗位追撃中出しスペシャル!! | DVD     | HND-755     | 本中                              | |
| 12月1日  | 普段は口も聞いてくれない義娘にまたがられ乳首責め中出しされた3日間。 | DVD     | WANZ-909    | WANZ FACTORY                      | |
| 12月13日 | 椎名そら 極全力80本番コンプリート完全版BEST | DVD     | MIZD-166    | MOODYZ                            | 単体ベスト                                                                                             |
| 12月25日 | 「お前女だろ??」正義感振りかざして女を助けた男っぽい女子生徒を 身代わり孕ませ強制輪姦 | DVD     | HND-766     | 本中                              | |
| 2020年   | |         |             |                                   | |
| 1月1日   | 男潮吹き体質のレ●プ魔にそのまま挿入され何度も絶頂してしまったワタシ… | DVD     | WANZ-920    | WANZ FACTORY                      | |
| 1月25日  | 僕を好きな先輩 僕が好きな先輩 目が覚めたらまさかの相部屋ラブホ お酒で酔っ払ってラブホテルに監禁されて前からも後ろからもノリノリでハメられ続けた僕。 | DVD     | HNDS-067    | 本中                              | |
| 2月7日   | 宇佐木あいかレズ解禁! 椎名そらとレズに溺れる 初レズビアン | DVD     | BBAN-265    | ビビアン                          | |
| 2月25日  | 僕の彼女を奪い去った不感ヤリチン女がチ○ポに負けた日。 | DVD     | HND-793     | 本中                              | |
| 4月11日  | エレベーター緊急停止で密室パニック ナマイキ女にムカつき汗だくレ×プ輪姦 | DVD     | WANZ-940    | WANZ FACTORY                      | |
| 5月1日   | 「えっ! 今、中に出したでしょ?」 早漏をゴマかす暴発後の延長ピストンで抜かずの追撃中出し!! | DVD     | WANZ-959    | WANZ FACTORY                      | |
| 5月31日  | 椎名そらコンプリートBEST 永久保存版 | DVD     |             | 本中                              | 単体ベスト                                                                                             |
| 6月25日  | 椎名そらの女子旅ドライブ移籍VLOGスペシャル♡『女子だけでAV撮っちゃったよん♬』リアル本音ドキュメント!!! | DVD     | FSDSS-057   | FALENO                            | H-NEXT（U-NEXT）配信版は5月31日先行配信。                                                              |
| 6月25日  | 椎名そらコンプリートBEST 永久保存版 2016.3～2020.2 | DVD     | HNDB-164    | 本中                              | 単体ベスト                                                                                             |
| 7月23日  | 素人ドッキリ♪逆ナンパSEXスペシャル!! もしも、街頭インタビュー中に突然そらちゃんが現れたら…!? | DVD     | FSDSS-071   | FALENO                            | H-NEXT (U-NEXT) 配信版は6月24日配信開始。                                                              |
| 8月1日   | 敏感・美乳首・美少女 椎名そら 31SEX12時間BEST | DVD     | BMW-209     | WANZ FACTORY                      | 単体ベスト                                                                                             |
| 8月27日  | デリバリーM男を絶頂リモ痴女男潮テクニック! | DVD     | FSDSS-087   | FALENO                            | H-NEXT (U-NEXT) 配信版は7月26日配信開始。                                                              |
| 9月10日  | 新人AV女優になって、椎名そらにレズ解禁されちゃったSPECIAL!!!! | DVD     | FSDSS-096   | FALENO                            | H-NEXT (U-NEXT) 配信版はVol.1とVol.2に分かれており、Vol.1は8月10日、Vol.2は8月24日に各々配信開始。     |
| 10月8日  | 乳首と乳首が超絶擦れ合う敏感密着騎乗位お姉さん♪ | DVD     | FSDSS-110   | FALENO                            | H-NEXT (U-NEXT) 配信版はVol.1とVol.2に分かれており、Vol.1は9月8日、Vol.2は9月22日に各々配信開始。      |
| 12月10日 | 高級ランジェリーで時短誘惑しまくってくる早漏敏感すぎる彼女の妹 | DVD     | FSDSS-136   | FALENO                            | H-NEXT（U-NEXT）配信版はvol.1とvol.2に分けられている。vol.1が11月4日、vol.2が11月18日に先行配信開始。  |
| 2021年   | |         |             |                                   | |
| 1月21日  | 早漏おチ○ポ特訓用の強烈フェラチオ | DVD     | FSDSS-162   | FALENO                            | H-NEXT（U-NEXT）版はvol.1とvol.2に分けられている。vol.1が2020年12月17日、vol.2が12月30日に先行配信開始 |
| 2月25日  | 100発種搾りするまで出られない家 | DVD     | FSDSS-176   | FALENO                            | 先行配信版はvol.1が1月14日、vol.2が1月29日に配信開始。                                                 |
| 3月1日   | まるっと! 椎名そら | DVD     | ZMAR-036    | プラネットプラス                  | 単体ベスト                                                                                             |
| 3月25日  | 育成失敗いや、成功うちの過度ボーイッシュ妹の反抗的セックス | DVD     | FSDSS-192   | FALENO                            | 先行配信版はvol.1が2月12日、vol.2が2月26日に配信開始。                                                 |
| 4月22日  | 種付け回数∞制限なし! 無限発射OKパパ活ばか娘 | DVD     | FSDSS-208   | FALENO                            | 先行配信版はvol.1が3月12日、vol.2が3月26日に配信開始。                                                 |
| 7月22日  | おい、椎名! 椎名そらに困らされた男優・監督・マネージャーによる報復イカセドキュメント!! | DVD     | FSDSS-250   | FALENO                            | 先行配信版は6月18日に配信開始。                                                                        |
| 8月12日  | 超絶技巧120分間無限搾精中出しソープ嬢 | DVD     | FSDSS-329   | FALENO                            | 先行配信版は7月16日に配信開始。                                                                        |

### アダルトVR
2017年
- 生中出しスペシャル!! VRだから本当にセックスしてるみたいでしょ【女子校生コスプレ編】（1月19日、KMPVR）
- 眠れない妹が夜這い! VRだからリアルに体験できる!!（1月19日、KMPVR）
- メイドキス＆手コキフェラ VRだからすごくリアルでしょ?（1月19日、KMPVR）
- 集団VRフェラ ～VRだから実現! これが本当のハーレム状態!!～（1月19日、KMPVR）
- おにいちゃん… 朝立ちなんてしてるとそらがハメハメしちゃうぞ!（3月14日、CRYSTAL VR）
- レズビアン 貪りあう連続イカセ!!（3月31日、ブイワンVR）
- フェラ手コキ 卑猥な舌使いに魅了され!!（4月2日、ブイワンVR）
- 生中出し 僕の事が大好きスギル彼女。（4月19日、ブイワンVR）
- 激ハメ生中出し! 美マンにブチ込め!!（5月17日、ブイワンVR）
- MOODYZ VR ハーレム逆3P中出し ～女子校生2人からドキドキ誘惑されまくりの夢の二股生活～（7月1日、MOODYZ VR）
- MOODYZ VR 全員女子の水泳部に男子は僕ひとりだけ。（7月13日、MOODYZ VR）
- 本中 VR 超3DVR本物中出し 8人のオレ嫁たちに必死で子作りせがまれるハーレム中出しSEX（8月1日、本中） ※「VR-1グランプリ 2017」エントリー作品
- 包囲型VR ZUKOBAKKOスペシャル 10人ハーレムVR（8月1日、ZUKKON/BAKKON） ※「VR-1グランプリ 2017」エントリー作品
- kira☆kira VR クラス全員GAL超ハーレムSEX 15人のギャルに呼び出されべろちゅう三昧! 60分スペシャル!!（8月1日、kira☆kira） 他 ※「VR-1グランプリ 2017」エントリー作品
- どこを向いても裸の美女だらけ! AV史上初! 360°3D映像! 極上美女14人に囲まれ前後左右全てから責められる超高刺激! 今まで体験したことのない究極ハーレムSEX!（8月1日、SODクリエイト） ※「VR-1グランプリ 2017」第1位獲得作品
- ハズレ無し風俗店（9月8日、CASANOVA/フランソワ）
- 可愛すぎる彼女そらちゃんと初めてのドキドキラブラブ中出しSEX（9月12日、KMPVR）
- ぺろぺろぺろぺろ… 可愛い妹は俺のモノ（9月22日、CASANOVA/カトリーヌ）
- MOODYZ VR 女の子になってレズ責めされてみませんか?ハーレムレズエステ編（12月14日、MOODYZ VR）

2018年
- 最高かよ! 男女比率1:9ほぼ女子校ラッキースケベVR 鉄板あるあるエロシチュエーション長尺140分ハーレム大乱交スペシャル（5月3日、kawaii* VR）
- 童貞の僕が初めての合コンでまさかの超モテモテ!! アイドル級美少女4人が優しくSEXを教えてくれる全員中出し筆おろし体験VR（5月25日、kawaii* VR）
- 「やばい妹に何度も中出し!?」 顔面偏差値高めの妹は僕のことを男として見てないのか，家の中を無防備な姿でウロウロ… そんな姿に思わず興奮し勃起してしまったボクに気づいた妹は…!? 可愛すぎる妹との見つめ合い密着ベロチューSEXに我慢できずに禁断の連続中出し!（6月15日、プレステージ/DOC VR）
- 超どストライクすぎる女友達2人と宅飲みから川の字で寝ることに!? 終電逃したほろ酔いのあい＆そらが僕の家に泊まりに来た! 宅飲みでエロ盛り上がり、興奮したまま3人で寝ると両サイドにエロ美しすぎる寝相!（6月29日、プレステージ/DOC VR）
- ガチレズカップル椎名そら＆宮崎あや どちらの視点からでもリアルイチャラブレズSEXを体験することができる史上初W視点VR!!（7月27日、WANZ VR）
- 成りあがりAV男優体験VR ただの素人だったアナタが一流のAV男優になるまでの過程で実際に出会った8人のAV女優との8現場を全てドキュメンタリーVR映像化!!（12月20日、ワンズファクトリー）  ※「VR-1グランプリ 2018」エントリー作品

2019年
- 椎名そらのハンドテクで男潮吹き＆女潮吹きWエクスタシーVR!! 射精直後のチ○ポ亀頭責め男潮吹き! からの女体化(大槻ひびき)マ○コ女潮吹き! 潮吹かされまくりプッシャー体験VR!!（11月1日、WANZ VR）
- 小悪魔妹2人に乳首をた～っぷり責められつづけるVR!! アナタの乳首ポジにジャストフィットアングル! 超アグレッシブな乳首責めで思わず悶絶SPECIAL! 「乳首たくさんいじくりながらオナニーしてね!」（12月11日、MOODYZ VR）

### イメージDVD
| 発売日  | タイトル                           | 規格   | 品番      | メーカー             | 備考   |
| 2016年  | 2016年                             | 2016年 | 2016年    | 2016年               | 2016年 |
| ------- | ---------------------------------- | ------ | --------- | -------------------- | ------ |
| 1月25日 | 椎名そらはオレのカノジョ。         | DVD    | GASO-0072 | GARDEN               |        |
| 2017年  |                                    |        |           |                      |        |
| 2月28日 | Silky Nude キミは乙女で時々ボーイ☆ | DVD    | PRBY-039  | Precious Beauty      |        |
| 2月28日 | Silky Nude キミは乙女で時々ボーイ☆ | BD     | BRBYB-039 | Precious Beauty      |        |
| 2018年  |                                    |        |           |                      |        |
| 12月1日 | Aphrodite                          | DVD    | AP-047    | ファインピクチャーズ |        |
| 12月1日 | Aphrodite                          | BD     | AP-047B   | ファインピクチャーズ |        |

## 出演

### テレビ
- 阿部乃ちゃんねる（2016年11月1日、12月2日、エンタ!959）

### 配信
- 聖ファレノ女学院（2020年8月14日 ‐ 2021年8月、FALENO公式YouTubeチャンネル）

### ゲーム
- 新宿スカウトバトル（2019年12月2日、DMM GAMES）- 椎名そら役[33]

## インタビュー
- 【オトナのオモチャ相談室】トイズハートすじまんイカっ腹娘 講師・椎名そら(1)(2017年12月15日、トイズマガジン)[34]